# 胡文靜
胡文静（1473年—？年），字士寧，號嵞山，浙江绍兴府山陰縣人，明朝政治人物。

## 生平
治《詩經》，行八，由國子生中式弘治甲子科（1504年）浙江鄉試第二十五名舉人，年三十三歲中式正德三年（1508年）戊辰科會試第三百一十二名，第三甲第一百二十四名進士。初授南陵县知县，调任吴县，正德八年六月选授江西道御史，巡视光禄寺，十一年巡按福建，以平海寇功，加一级，十三年正月升南京光禄寺少卿。

## 家族
曾祖胡志。祖父胡敔。父胡淮。母祝氏。慈侍下，兄文達、弟诩、谠、詠。

## 遗迹
正德七年（1512年）元月，苏州虎丘剑池水枯，露出吴王墓门，时任长洲知县吾翕与同榜进士吴县知县胡文静、昆山知县方豪同去观赏，并在悬崖壁题字，其字至今尚存。